# Susinos del Páramo
Susinos del Páramo è un comune spagnolo di 103 abitanti situato nella comunità autonoma di Castiglia e León.